# Санди Лопичич Оркестър
Санди Лопичич Оркестър (на латиница: Sandy Lopicic Orkestar) е музикална група, създадена от 15-на музиканти и студенти по музика в Грац, Австрия през 1999 г.
Името на групата дава Санди Лопичич (роден в Сараево и отраснал в Есен, Германия), който е сред основните му организатори.
В началния състав участват още: Наташа Миркович – вокал, Весна Петкович – вокал, Ирина Карамаркович – вокал, Боян Петрович – тромпет, Имре Бозоки – тромпет, Матиас Лойбнер – hurdy gurdy, Курт Бауер – цигулка, Йорг Микула – ударни, Санди Лопичич – клавирни, Янеш Вук – тромпет, Рихард Винклер – саксофон, Мартин Хармс – саксофон, Лотар Ласер – акордеон, Михаел Бергбауер – туба, Сасенко Пролич – бас-китара.
Групата свири балканска музика, смесена с функ и джаз.

## Издадени албуми
- Border Confusion (2001)
- Balkea (2004)